# HC Ambrì-Piotta
Der HC Ambrì-Piotta (kurz HCAP) ist ein Schweizer Eishockeyverein aus der Ortschaft Ambrì in der Gemeinde Quinto. Er wurde 1937 gegründet und spielt in der National League.
Der Verein zählt 17 Fanclubs in der Schweiz sowie drei weitere in Italien. Die regelmässigen Begegnungen mit dem Kantonsrivalen HC Lugano werden als «Tessiner Derbys» bezeichnet. Die Hymne des Vereins ist «La Montanara», die nach jedem Sieg vom Publikum gesungen wird. Noch nie konnte Ambrì-Piotta die Schweizer Meisterschaft gewinnen und gilt als ewiger Underdog. Seit 1985 spielt der HCAP ununterbrochen in der National League.

## Geschichte
Der Verein wurde 1937 als erster Tessiner Eishockeyverein gegründet. In der Saison 1953/54 spielte die Mannschaft des damaligen Dorfklubs erstmals in der Nationalliga A und gewann 1962 unter dem Trainer Herbert Ulrich den Schweizer Cup. 1948, 1949, 1950, 1953 und 1970 wurde der Verein Meister der Nationalliga B. Ebenfalls 1970 stieg man in die Naltionalliga A auf und war dort bis zum Abstieg 1978 vertreten.

### 1980er-Jahre
1982 schaffte Ambrì erneut den Sprung in die Nationalliga A, stieg aber 1983 gleich wieder ab. 1985 stiegen die Leventiner abermals in die Nationalliga A auf, und schon bald stellten sich Playoff-Erfolge ein: In den Spieljahren 1986/87 (Ausscheiden gegen den HC Lugano), 1987/88 (Ausscheiden gegen den HC Davos) und 1988/89 (Ausscheiden gegen den HC Lugano) kam man in den Halbfinal.

### 1990er-Jahre
Der HCAP blieb Dauergast in der Endrunde: 1990 und 1991 ging es nicht über den Viertelfinal hinaus, 1992 und 1993 versperrte jeweils Fribourg-Gottéron in der Runde der letzten vier Mannschaften den Weg in den Final. 1994 und 1995 wurde der Viertelfinal erreicht, 1996 war gegen den EHC Kloten im Halbfinal Endstation. Kurz vor der Jahrtausendwende war Ambrì weiterhin unter den Spitzenmannschaften der Nationalliga A vertreten: 1998 unterlag man im Halbfinal dem EV Zug mit 3:4-Siegen, in der Saison 1998/99 führte Trainer Larry Huras die Mannschaft als Qualifikationserster in die Endrunde, dort wurde der Final erreicht, dieser aber gegen den Kantonsrivalen Lugano (1:4-Siege) verloren – der HCAP war also Schweizer Vizemeister. 1998 und 1999 gewann das Team jeweils den IIHF Continental Cup sowie 1999 den europäischen Supercup.

### 2000er-Jahre
In der Spielzeit 1999/2000 gab es im Playoff-Halbfinal die Neuauflage des Finals des Vorjahres: Wieder setzte sich Lugano im Tessiner Derby gegen Ambrì durch. Von 2002 bis 2006 schied man fünf Mal in Folge im Viertelfinal aus. 2009 wurde Filippo Lombardi neuer Präsident des Verwaltungsrates und in dieser Funktion Nachfolger von Gian Paolo Grassi, der seit 2003 im Amt war.

### 2010er-Jahre

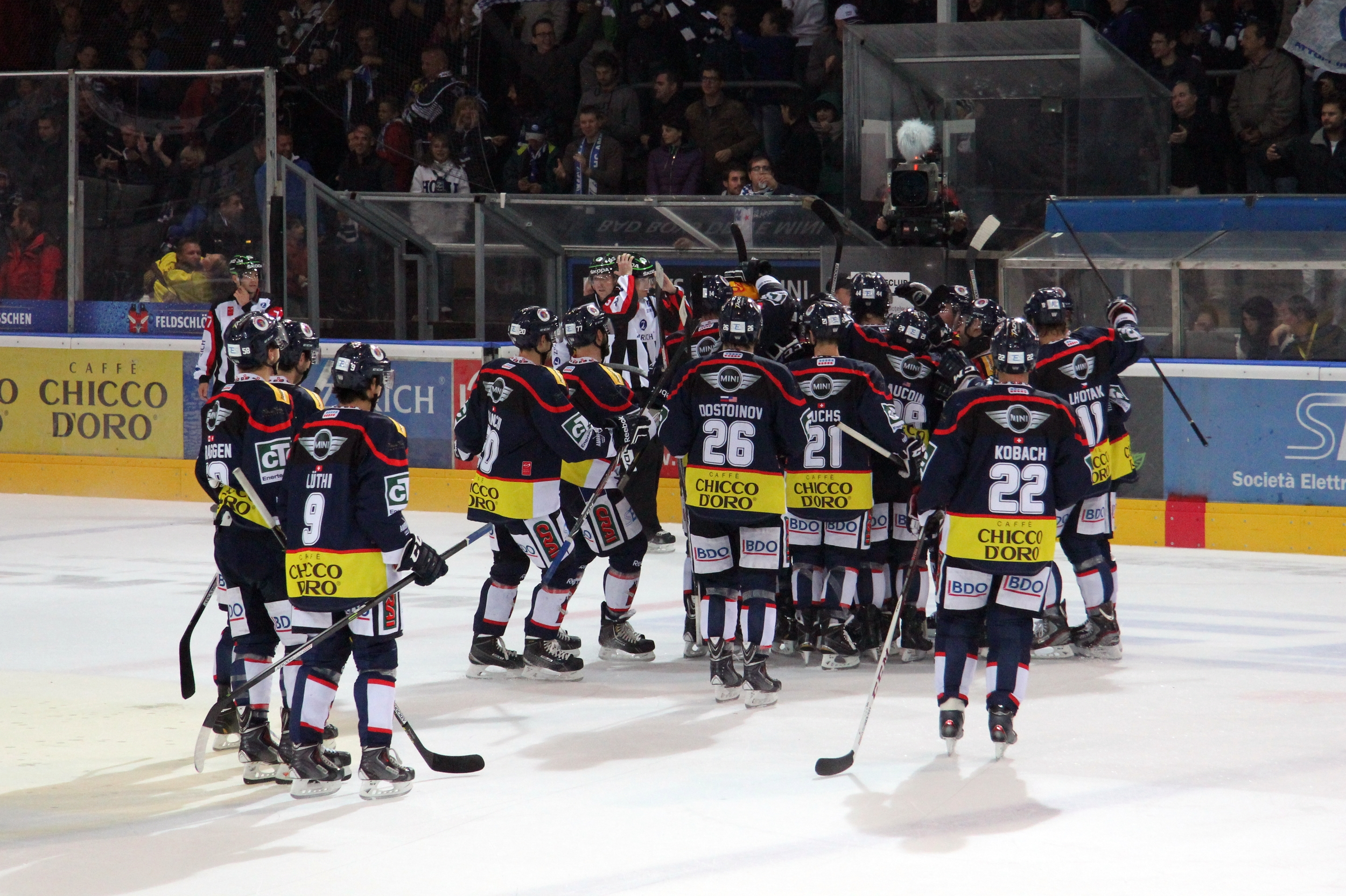
Spieler des HC Ambrì-Piotta (2014)

Im Sommer 2011 stand der HCAP finanziell vor dem Aus, erst Hilfsmassnahmen wie das Einsammeln von Spenden sicherten das Überleben.
In der Saison 2013/14 wurde nach jahrelanger Wartezeit wieder der Einzug in die Endrunde geschafft, im Viertelfinal schied die Mannschaft von Serge Pelletier aber deutlich mit 0:4-Siegen gegen Fribourg aus. Im Oktober 2015 musste Pelletier gehen, zum Zeitpunkt dieses Entscheids stand Ambrì auf dem letzten Tabellenrang. Hans Kossmann wurde als neuer Trainer verpflichtet.
Im April 2016 wurde der Italo-Kanadier Ivano Zanatta als Sportdirektor eingestellt; wie der Verein mitteilte, umfasste Zanattas Aufgabe, eine «mittel- bis langfristige sportliche Strategie für den ganzen Klub zu entwickeln und durchzuführen». Ende Januar 2017 wurde Cheftrainer Kossmann entlassen, als Nachfolger wechselte der Kanadier Gordie Dwyer vom kroatischen Verein Medvescak Zagreb (damals in der Kontinentalen Hockey-Liga) zu den Leventinern. In der Saison 2016/17 sicherte Ambrì erst in der Ligaqualifikation gegen den SC Langenthal den Verbleib in der Nationalliga A. Im Anschluss an die Saison beendete Paolo Duca seine Spielerlaufbahn, wurde Sportchef und löste damit Zanatta auf diesem Posten ab. Auch auf der Trainerposition wurde in Hinblick auf die Saison 2017/18 ein Wechsel vollzogen: Luca Cereda folgte auf Dwyer, der somit nach nur wenigen Monaten im Amt wieder abgelöst wurde.
In der Saison 2018/19 qualifizierte sich Ambrì, auch dank dem tschechischen Liga-Topskorer Dominik Kubalík, für die Playoffs, unterlag allerdings im Viertelfinal dem EHC Biel. Im Dezember 2019 nahm der HCAP zum ersten Mal am Spengler Cup teil und erreichte mit zwei Siegen den Halbfinal.

## Finanzielle Situation
Kurz nach der erfolgreichen Saison 1998/99 kamen finanzielle Probleme auf den Verein zu. Eine Spendenaktion unter Fans ergab einen Betrag von 2,5 Mio. Franken, weitere 2 Mio. Franken wurden von prominenten Gönnern bereitgestellt – was den Erhalt der Mannschaft in der höchsten Spielklasse des Schweizer Eishockeys sicherte. Nachdem in der Saison 2010/11 der Abstieg nur knapp hatte verhindert werden können, wurde ein erneuter Spendenaufruf gestartet. Fans und Supporter sammelten innert weniger Monate 2,7 Mio. Franken. Im Jahre 2012 beteiligte sich der ägyptische Unternehmer Samih Sawiris mit 1 Mio. Franken an der anstehenden Kapitalerhöhung.
Die Saison 2014/15 wurde mit einem Minus von rund zwei Millionen Franken beendet, in der Saison 2015/16 wurde ein Defizit von knapp 1,5 Millionen Franken bilanziert.

## Spieler

### Gesperrte Trikotnummern
- # 8 Nicola Celio[14]
- # 15 Dale McCourt
- # 19 Peter Jaks[15]
- # 46 Paolo Duca

### Bekannte ehemalige Spieler
- Andy Bathgate
- Corey Millen
- Waleri Kamenski
- Petr Malkow
- Ihor Tschybyrjew
- Jean-Guy Trudel
- Massimo Calzone
- Gabriele Fransioli
- Pauli Jaks
- Oleg Petrow
- Róbert Petrovický
- Guido Lindemann
- Kim Johnsson
- Mike Bullard
- John Fritsche senior
- Luca Cereda
- Hnat Domenichelli
- Nick Naumenko
- Peter Jaks
- Reto Kobach
- Erik Westrum
- Matt Duchene
- Cory Schneider
- Patrick Lebeau
- Stéphan Lebeau
- Dominik Kubalík

### Kader der Saison 2024/25
Stand: 1. Juli 2025
| Nr. | Nat.              | Spieler              | Pos. | Geburtsdatum       | im Team seit | Geburtsort                      |
| --- | ----------------- | -------------------- | ---- | ------------------ | ------------ | ------------------------------- |
|     | Schweiz           | Nassim Jaafri-Hayani | G    | 26. November 2005  | 2025         | Genf, Schweiz                   |
| 90  | Schweiz           | Gilles Senn          | G    | 1. März 1996       | 2024         | Saas-Almagell, Schweiz          |
| 30  | Schweiz           | Philip Wüthrich      | G    | 17. Januar 1998    | 2025         | Bern, Schweiz                   |
|     | Schweiz           | Luc Bachmann         | D    | 21. März 2005      | 2025         | Schweiz                         |
| 7   | Schweiz           | Isacco Dotti         | D    | 20. Januar 1993    | 2018         | Entre Ríos, Bolivien            |
| 27  | Schweiz           | Zaccheo Dotti        | D    | 17. Oktober 1994   | 2020         | Mairengo, Schweiz               |
| 72  | Schweden          | Tim Heed             | D    | 27. Januar 1991    | 2022         | Göteborg, Schweden              |
| 86  | Schweiz           | Rocco Pezzullo       | D    | 24. Februar 2001   | 2019         | Schweiz                         |
| 26  | Schweiz           | Simone Terraneo      | D    | 30. Juni 2004      | 2021         | Biasca, Schweiz                 |
| 71  | Finnland          | Jesse Virtanen       | D    | 7. August 1991     | 2022         | Rauma, Finnland                 |
| 59  | Schweiz           | Dario Wüthrich       | D    | 26. September 1999 | 2023         | Trub, Schweiz                   |
| 58  |                   | Jesse Zgraggen       | D    | 20. April 1993     | 2024         | Lethbridge, Alberta, Kanada     |
| 87  | Schweiz           | Dario Bürgler – A    | RW   | 18. Dezember 1987  | 2021         | Illgau, Schweiz                 |
| 88  | Italien           | Tommaso De Luca      | C    | 29. Dezember 2004  | 2023         | Aosta, Italien                  |
| 89  | Kanada            | Chris DiDomenico     | C    | 20. Februar 1989   | 2024         | Woodbridge, Ontario, Kanada     |
| 12  | Schweiz           | Daniele Grassi – C   | W    | 27. Januar 1993    | 2020         | Bellinzona, Schweiz             |
| 67  | Norwegen Schweden | William Hedlund      | RW   | 28. März 2002      | 2024         |                                 |
| 44  | Schweiz           | André Heim           | RW   | 1. März 2002       | 2021         | Interlaken, Schweiz             |
| 77  | Kanada            | Michael Joly         | RW   | 5. Mai 1995        | 2025         | Gatineau, Québec, Kanada        |
| 22  | Italien           | Diego Kostner        | C    | 5. August 1992     | 2016         | Brixen, Italien                 |
| 13  |                   | Manix Landry         | C    | 23. November 2002  | 2023         | Salt Lake City, Utah, USA       |
|     | Italien           | Tommaso Madaschi     | F    | 27. April 2005     | 2025         | Turin, Italien                  |
| 43  | Schweiz           | Tim Muggli           | C    | 28. August 2003    | 2024         | Cham, Schweiz                   |
| 17  |                   | Miles Müller         | C    | 19. Dezember 2004  | 2024         | Biel/Bienne, Schweiz            |
| 18  | Schweiz           | Inti Pestoni – A     | LW   | 8. August 1991     | 2021         | Faido, Schweiz                  |
| 91  | Kanada            | Nic Petan            | C    | 22. März 1995      | 2025         | Delta, British Columbia, Kanada |
|     | Schweiz           | Cyril Jack Pont      | C    | 15. September 2004 | 2025         | Bellinzona, Schweiz             |
| 11  | Kanada            | Chris Tierney        | C    | 1. Juli 1994       | 2025         | Keswick, Ontario, Kanada        |
| 16  | Osterreich        | Dominic Zwerger      | LW   | 16. Juli 1996      | 2017         | Dornbirn, Österreich            |

| Name        | Nationalität | Geburtsdatum      |
| ----------- | ------------ | ----------------- |
| Luca Cereda | Schweiz      | 7. September 1981 |
| Éric Landry |              | 20. Januar 1975   |
| René Matte  |              | 8. Juni 1972      |

## Trainer
| - 1937–1947 nicht bekannt - 1947–1949 Giovanni Zamberlani - 1949–1951 Harry Vedan - 1951–1953 Beat Rüedi - 1953–1958 Bob Kelly - 1958–1959 Larry Kwong - 1959–1960 Keller - 1960–1961 Ed Zukiwski - 1961–1963 Herbert Ulrich - 1963–1964 Bob Bragagnolo - 1964–1965 Lasse Lilja - 1965–1968 Jiří Kren - 1968–1969 Jiří Anton - 1969–1970 Rüdi Kilias - 1970–1971 Bob Hall - 1971–1972 Andy Bathgate | - 1972–1973 Josef Cvach - 1973–1974 Derek Holmes - 1974–1977 Jiří Kren - 1977–1978 Ivan Bencic - 1978–1979 Alpo Suhonen - 1979–1982 Jiří Kren - 1982–1983 Jean Cusson, Jiří Kren - 1983–1984 Lasse Lilja - 1984–1985 Peter Ustorf - 1985–1986 Andrzej Szczepaniec - 1986–1987 Roland Von Mentlen - 1987–1988 Roland Von Mentlen, Julius Kovacs, Dan Hobér - 1988–1990 Dan Hobér - 1990–1993 Bryan Lefley - 1993–1994 Perry Pearn | - 1994–1996 Alexander Jakuschew (bis Nov. 1996) - 1996–2000 Larry Huras - 2000–2001 Pierre Pagé - 2001–2003 Rostislav Čada - 2003–2005 Serge Pelletier - 2005–2006 Serge Pelletier, Pekka Rautakallio - 2006–2007 Pekka Rautakallio, Larry Huras - 2007–2008 Jan Tlacil - 2008–2009 John Harrington, Rostislav Čada - 2009–2010 Benoît Laporte - 2010–2012 Kevin Constantine - 2012–2015 Serge Pelletier - 2015–Januar 2017 Hans Kossmann - Januar 2017–April 2017 Gordie Dwyer - seit April 2017 Luca Cereda |

## Frauen
2017 wurde beim HC Ambrì-Piotta ein Fraueneishockeyteam gegründet, das den Spielbetrieb als HCAP Girls in der drittklassigen SWHL C aufnahm. Nach einem Abstieg 2018 in die SWHL D folgte 2019 der Wiederaufstieg in die SWHL C, der Aufstieg in die SWHL B 2020 und mit der Meisterschaft in der SWHL B 2022 der Aufstieg in die höchste Spielklasse, die Women’s League. Der Verein kooperiert im Frauenbereich mit dem HC Ladies Lugano.

## Fans

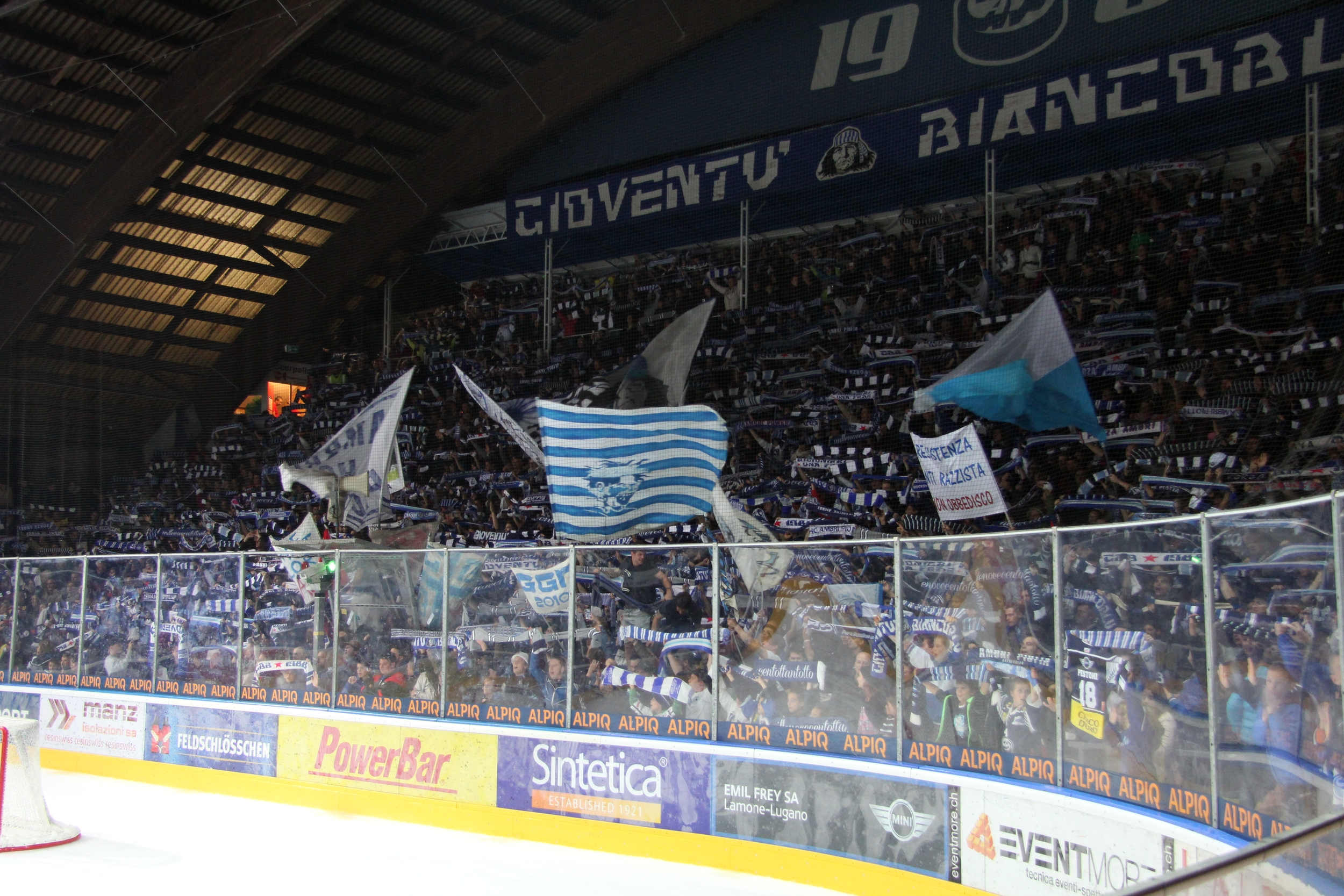
Die Fantribüne beim Singen der Siegeshymne (2014)

Viele Fans des HCAP gelten als sehr loyal dem Verein gegenüber. Der Club hat über 25 Fanclubs und drei autonome Fangruppen. Zu den autonomen Fangruppen, die sich alle der Ultrà-Bewegung zugehörig fühlen, gehört die «Gioventù Biancoblu» (Weissblaue Jugend) mit ihren charakteristischen Fahnen.